# Selby (Dakota Południowa)
Selby – miasto w Stanach Zjednoczonych, w stanie Dakota Południowa, siedziba administracyjna hrabstwa Walworth.